# Florijan Vodovnik
Florijan Vodovnik,  znan tudi pod psevdonimom Carl Siegenfeld, slovenski pesnik, * 12. april 1824, Radegunda nad Mozirjem, † 21. februar 1884, Gradec, Avstro-Ogrska.

## Življenje
Osnovno šolo je obiskoval 1831–38 v Mozirju, gimnazijo 1838–44 v Celju. V Gradcu je študiral filozofijo. V gimnazijskih letih si je nadel pesniški psevdonim Carl Siegenfeld, ki ga je kasneje legaliziral kot rodbinski priimek. Pod istim imenom je spomladi 1848 kot prostovoljec vstopil v avstrijsko vojsko. Konec oktobra istega leta se je udeležil bojev na Dunaju. 1854 je napredoval v poročnika in služboval v Zagrebu, pozneje postal nadporočnik in stotnik in bil premeščen v Gradec. Zaradi zdravstvenih težav je 1871 službovanje prekinil. Po okrevanju je delal kot uradnik pri poveljstvu tirolske deželne obrambe v Innsbrucku do 1883, ko se je dokončno upokojil in se vrnil v Gradec, kjer je leto kasneje umrl.

## Delo
V gimnazijskih letih je pisal pesmi, pri čemer ga je spodbujal župnik na Rečici ob Savinji, tudi sam pesnik. Vodovnik je pisal pesmi v nemščini, a jih ni objavljal. Ohranjeni sta dve prigodnici v slovenščini. V zadnjem letu življenja je dal litografirati rokopis in vezati 15 nemških pesmi Aus der Heimat, ki jih je poklonil prijateljem. Anton Medved je odkril njegov rokopis s 125 pesmimi, od katerih je 36 izbranih in opremljenih z Vodovnikovim življenjepisom objavil v knjižici Gedichte des Hauptmannes Carl Vodovnik - Siegenfeld. V pesmih se Vodovnik spominja otroštva, nekaj je tudi vojaških in prigodnih.